# Otto Koehler (Verhaltensforscher)
Otto Koehler (* 20. Dezember 1889 in Insterburg/Ostpreußen; † 7. Januar 1974 in Freiburg im Breisgau) war ein bedeutender Zoologe und einer der ersten deutschen Ethologen. Er war im Januar 1936 Mitbegründer der Deutschen Gesellschaft für Tierpsychologie und gehörte zusammen mit dem von ihm maßgeblich geförderten, wesentlich jüngeren Konrad Lorenz zu den ersten Herausgebern der Zeitschrift für Tierpsychologie (heute: Ethology).

## Kindheit
Otto Koehler war das fünfte und einzige überlebende Kind von Eduard Koehler und dessen zweiter Ehefrau Karoline, geb. Heinrici, verwitwete Schiller, einer Schwester von Georg Heinrici. Sein Vater war Pastor an der Insterburger Lutherkirche. Schon kurz nach der Geburt verstarb seine Mutter, vier Jahre später auch sein Vater. Daraufhin wurde er von Paul Heinrici, einem weiteren Bruder seiner Mutter, in dessen Familie aufgenommen, so dass er die folgenden Jahre im Pfarrhaus von Gumbinnen an der Seite des einzigen Kindes seiner Pflegefamilie verbrachte, des drei Jahre älteren späteren Generals Gotthard Heinrici. Weil man seine extrem ausgeprägte Wissbegierde zuhause rasch nicht mehr ertrug, wurde er bereits mit 5 Jahren in eine private Vorschule geschickt und an einem Extratisch mit Aufgaben beschäftigt.
Ab 1902 wurde Otto Koehler in der Königlichen Landesschule Pforta, einer Fürstenschule, auf einer so genannten Freistelle (das heißt: ohne Schulgeld) ausgebildet, wie damals üblich mit einem Schwerpunkt auf den Alten Sprachen. Dort legte er 1907 auch die Reifeprüfung ab und begann als 17-Jähriger sein Studium an der Universität von Freiburg im Breisgau.

## Studium
Otto Koehler belegte zunächst die Fächer Mathematik und Geschichte, besuchte aber auch Vorlesungen in anderen Fächern, u. a. die von August Weismann über Zoologie und Deszendenztheorie. Dies beeinflusste ihn so sehr, dass er schließlich Zoologe wurde. Bereits Ostern 1908 wechselte er an die Universität München, wo er u. a. Botanik studierte und – bei Wilhelm Conrad Röntgen und dessen Nachfolger Franz Himstedt – Vorlesungen in Physik hörte. Durch Richard von Hertwig wurde er am 7. Juli 1911 nach entwicklungsbiologischen Studien an Strongylocentrotus lividus (einem Seeigel) summa cum laude promoviert. Es war dies innerhalb von vier Studienjahren bereits seine zweite Doktorarbeit, da seine erste durch die Veröffentlichung ähnlicher Studien eines Fachkollegen hinfällig geworden war. Der Promotion folgte alsbald eine Anstellung als Privatassistent bei Franz Doflein und – nach einem einjährigen, teilweise gemeinsam mit Karl von Frisch in Neapel verbrachten Auslandsaufenthalt sowie dem Wechsel Dofleins auf einen Lehrstuhl für Zoologie in Freiburg im Breisgau – die Rückkehr an die dortige Universität im Jahr 1913. Während seines Studiums wurde er Mitglied beim Verein Deutscher Studenten München.

## Dienst im Ersten Weltkrieg
Im Ersten Weltkrieg übernahm Otto Koehler 1915 nach nur dreitägiger Ausbildung alleinverantwortlich die bakteriologischen Untersuchungen in einem 800-Betten-Lazarett bei Metz. 1916 half er mit, ein Seuchenlaboratorium für Anatolien einzurichten, was ihn als Soldat in die Türkei und nach Palästina verschlug und zuletzt für ein Jahr in englische Kriegsgefangenschaft in Nazareth. Im November 1919 wurde er erneut Assistent von Franz Doflein, der mittlerweile nach Breslau gegangen war. Am 15. März 1920 habilitierte er sich für Zoologie, Vergleichende Anatomie und Vergleichende Physiologie. Im selben Jahr heiratete er in Breslau Dr. phil. Annemarie Deditius, Tochter des Lübecker Baurats und Branddirektors Eugen Deditius. Sie bekamen eine Tochter, Barbara, die gleichfalls in Breslau geboren wurde.

## Assistentenzeit
Es folgten Studien zur Geotaxis (heute: Gravitaxis) von Paramecium, in denen er nachwies, dass diese Einzeller das Magnetfeld wahrnehmen können, und zum Farbensehen von Daphnia magna, einem Wasserfloh. Koehler wies bei ihm die Wahrnehmungsfähigkeit für UV-Licht nach. Im Oktober 1921 wechselte Koehler abermals nach München, wo er Vorlesungen in Sinnesphysiologie und Vererbungslehre hielt sowie erstmals auch in Tierpsychologie. Mit dem gleichfalls in München tätigen Karl von Frisch, der wie Koehler 1908 in München zu studieren begonnen hatte, verband ihn eine lebenslange Freundschaft. Dessen Verhaltensstudien zum Farbensinn der Bienen, bei deren Dressur Koehler zeitweise mitgeholfen hatte, veranlassten ihn zu eigenen Untersuchungen über das Farbensehen, u. a. dressierte Koehler Libellenlarven (Aeschna-Larven) erfolgreich auf gelbe Futterbrocken.

## Professor in München und Königsberg
1923 wurde Otto Koehler außerordentlicher Professor und Konservator in München und 1925 schließlich Direktor des Zoologischen Instituts und des Museums an der Universität von Königsberg. Dort untersuchte er u. a. die Reaktionen von Plattwürmern auf Tastreize sowie auf thermische, visuelle und chemische Reize. Neben Ausschaltversuchen, mit deren Hilfe zum Beispiel die größere Empfindlichkeit des Vorderendes der Plattwürmer für chemische Reize im Vergleich zum Hinterende nachgewiesen wurde, analysierte Koehler auch deren Verhalten in ungestörter Umgebung. So wies er viele besondere, artspezifische Anpassungen bei unterschiedlichen Arten der Plattwürmer nach, je nachdem, ob sie aus dem Oberlauf von Gebirgsbächen stammten oder aus eher ruhig fließendem Gewässer. Es folgten Studien zum Formensehen und zur Sehschärfe bei unterschiedlichen Insekten sowie zur Mengenunterscheidung bei Tieren.

### Der Wechsel zur Ethologie
Der erkenntnistheoretische Hintergrund seiner Experimente bestand u. a. darin, dass Koehler Anhaltspunkte gewinnen wollte für das, was man damals als die Vorstufen menschlichen Denkens bezeichnete: Wie erkennen Tiere: „Das ist mein Revier“, „das sind 3 Körner“, „dieser Weg ist richtig, jener falsch“. Im Unterschied zu Konrad Lorenz richteten sich seine Untersuchungen vor allem auf jene Verhaltensweisen, die nicht durch innere Automatismen hervorgerufen werden, sondern (besonders im Zusammenhang mit dem Zählenlernen) von ihm als „unbenanntes Denken“ klassifiziert wurden.
Der endgültige Wechsel vom Gebiet der Sinnesphysiologie zur Ethologie ergab sich gleichwohl eher zufällig, nachdem Otto Koehler das Verhalten eines von ihm zufällig an seinem Nest entdeckten Sandregenpfeifers beobachtet hatte. Er analysierte dessen Flug- und Balz-Verhalten, das Sexualverhalten, die Revierverteidigung und die gemeinsame Versorgung der Nestlinge durch beide Elternvögel sowie deren Umgang mit den halbwüchsigen Jungen. Er gilt als der erste Forscher, der Ei-Attrappen benutzt hat, um Anhaltspunkte dafür zu gewinnen, anhand welcher Merkmale ein Vogel seine Eier erkennt.
Otto Koehler war vermutlich auch der erste Verhaltensforscher, der systematisch Filmaufnahmen als wissenschaftliches Hilfsmittel sowie zur Protokollierung nutzte und Bewegungsabläufe – dank Einzelbildanalyse – nicht nur besonders präzise beschreiben, sondern auch für andere Beobachter anschaulich und zudem überprüfbar machen konnte. Hierzu wurden auch die Wildtiere des Zoologischen Gartens herangezogen.

### Forschung im Zweiten Weltkrieg
Während der ersten Tagung der kurzlebigen Deutschen Gesellschaft für Tierpsychologie gründeten Otto Koehler, Konrad Lorenz und Carl Kronacher gemeinsam die Zeitschrift für Tierpsychologie, die von 1937 bis 1985 erschien und seit 1986 fortgeführt wird als Ethology. Bis 1967 blieb Koehler deren federführender Herausgeber. 1940 sorgten Eduard Baumgarten und Otto Koehler dafür, dass Lorenz in Königsberg als Nachfolger von Arnold Gehlen auf den Lehrstuhl für Humanpsychologie berufen wurde. Sein Verhältnis zum Nationalsozialismus macht eine Anekdote deutlich, die Bernhard Hassenstein überliefert hat: In der Diskussion nach einem öffentlichen Vortrag über Koordinationsleistungen des Nervensystems sei er gefragt worden, ob denn im Nervensystem des Menschen gar nichts dem Führerprinzip vergleichbar sei. Koehler habe zuerst Nein geantwortet, sich dann aber korrigiert: Doch, der epileptische Anfall. 1945 verließ Otto Koehler, dessen Frau nach schwerer Krankheit gestorben war, allein die mittlerweile völlig zerstörte Stadt Königsberg, gelangte nach wochenlanger Irrfahrt schließlich zu Verwandten nach Dänemark und galt in Deutschland zunächst als verschollen.

## Neubeginn in Freiburg im Breisgau
Ende 1946 wurde Otto Koehler jedoch wieder zum Hochschullehrer und Institutsdirektor berufen, an den Ort seines Studienbeginns in Freiburg, dessen biologische Institute aber fast völlig zerstört waren. Er schlug Rufe an die Universitäten von München und Würzburg aus und organisierte stattdessen den Wiederaufbau der Biologie als Lehrfach in Freiburg, wo 1951 ein zweistöckiger Neubau bezogen werden konnte, der 1955 um eine weitere Etage erhöht wurde. Im gleichen Jahr heiratete Koehler seine ehemalige Schülerin Amélie Hauchecorne, Ur-Enkelin von Wilhelm Hauchecorne. Als erster Freiburger Doktorand schloss Paul Leyhausen bei ihm seine bereits in Königsberg begonnene Studie an Löwen-Tiger-Bastarden ab. Diverse weitere Forschungsarbeiten waren erneut der Frage gewidmet, wie gut Tiere unterschiedlich große Mengen voneinander unterscheiden können. Testtiere waren u. a. Elstern, Eichhörnchen und diverse Papageien. Aufgrund der so gegebenen Vergleichsmöglichkeiten kam Koehler zu dem Schluss, dass die Fähigkeit, Anzahlen zu erfassen, bei diesen Tieren und auch beim Menschen einer gemeinsamen stammesgeschichtlichen Wurzel entstammt.
Otto Koehler war auch der erste Forscher, der nachwies, dass das Lächeln beim Menschen gleichfalls angeboren sein muss und nicht, wie viele Psychologen damals glaubten, den Erwachsenen nachgeahmt wird. Es tritt bei Säuglingen oft nur halbseitig auf, also, ehe die Koordination der Muskeln im Gesicht voll entwickelt ist, und auch blind geborene Kinder lächeln wie die sehenden. Seither hat u. a. Irenäus Eibl-Eibesfeldt die angeborenen Grundlagen menschlichen Verhaltens im Vergleich unterschiedlicher Kulturen zu erforschen versucht.
Koehlers Aufgeschlossenheit für den Einsatz technischer Medien in der Verhaltensforschung ist es auch zu verdanken, dass seit Beginn der 1950er Jahre Tonbandaufnahmen zur Dokumentation arteigener Vogelgesänge eingesetzt werden. „Dann erst wird auch endlich eine einigermaßen objektive Bestimmung der natürlichen Variabilität des Artgesangs nach Tonhöhe, Rhythmus und Klangfarbe sowie der Melodie möglich sein“, schrieb er 1950 in einem programmatischen Text unter dem Titel Der Vogelgesang als Vorstufe von Musik und Sprache. So wurde Koehler auch zu einem Wegbereiter der von Günter Tembrock Ende der 1950er Jahre begründeten Bioakustik. Die Verbindung von Biologie und Musik war kein Zufall: Koehler war zeitlebens ein begeisterter Geiger.
1957 wurde Otto Koehler emeritiert, arbeitete jedoch bis zur Berufung seines Nachfolgers Bernhard Hassenstein und darüber hinaus im Freiburger Institut. Sowohl aus seiner Zeit in Königsberg als auch in Freiburg sind noch heute viele verhaltenskundliche Lehrfilme von Otto Koehler beim Institut für den wissenschaftlichen Film (IWF) abrufbar, u. a. zum Zählen-lernen bei Vögeln und Eichhörnchen und zum Orientierungsvermögen bei Mäusen im Hochlabyrinth.

## Koehler und der Blick aufs Ganze
Otto Koehler hat die Entwicklung der Verhaltensbiologie im deutschsprachigen Raum wie kein anderer beeinflusst, bedeutende Preise sind aber erst seinen jüngeren Nachfolgern vergönnt gewesen. Konrad Lorenz bezeichnete ihn in einem Nachruf als seinen Mentor "bis über mein 70. Lebensjahr" und rechnete ihn neben Oskar Heinroth zu seinen prägenden Vorbildern. Vor allem Koehler sei es zuzuschreiben, dass viele jüngere Zoologen einen ganzheitlichen Blick auf Tiere geworfen hätten, statt – auch im Sinne der behavioristischen Methode – stets nur isolierte Einzelphänomene zu analysieren. Wörtlich schrieb Lorenz:

„Uns Ethologen wurde durch Otto Koehlers 'Ganzheit' mit einem Male klar, dass das, was wir den ganzen Tag betrieben, nämlich gesunde Tiere in möglichst natürlichem Lebensraum beobachten, wissenschaftlich genauso legitim war wie jedes exakte Experiment. (…) Die Übersicht über die Ganzheit des Lebendigen war mit der Erforschung einzelner Ursachenketten nicht nur nicht unvereinbar, sie bildete die unabdingbare Voraussetzung dafür, dass man Fragen stellen überhaupt lernte, die durch das Experimentieren beantwortet werden konnten.“

1940 wurde Koehler zum Mitglied der Leopoldina berufen. 1955/1956 war er Präsident der Deutschen Zoologischen Gesellschaft.

## Schriften (Auswahl)
- Das Ganzheitsproblem in der Biologie. In: Schriften der Königsberger Gelehrten Gesellschaft, Naturwissenschaftliche Klasse. 9. Jahrgang, Nr. 4, 1933, S. 139–204.
- mit O. Müller und R. Wachholtz: Kann die Taube Anzahlen erfassen? In: Verhandlungen der Deutschen Zoologischen Gesellschaft. 1935, S. 39–54.
- Können Tauben „zählen“? In: Zeitschrift für Tierpsychologie. Band 1, Nr. 1, 1937, S. 39–48, doi:10.1111/j.1439-0310.1937.tb01404.x.
- Vom Erlernen unbenannter Anzahlen bei Vögeln. In: Die Naturwissenschaften. Band 29, Nr. 14/15, 1941, S. 201–218, doi:10.1007/978-3-642-51845-4_21.
- „Zähl“-Versuche an einem Kolkraben und Vergleichsversuche an Menschen. In: Zeitschrift für Tierpsychologie. Band 5, Nr. 3, 1943, S. 575–712, doi:10.1111/j.1439-0310.1943.tb00665.x.
- Der Vogelgesang als Vorstufe von Musik und Sprache. In: Journal für Ornithologie. Band 93, 1951, S. 3–20, doi:10.1007/BF02007606.
- Vom unbenannten Denken. In: Verhandlungen der Deutschen Zoologischen Gesellschaft. 1952, S. 202–211.
- Das Lächeln als angeborene Ausdrucksbewegung. In: Zeitschrift für menschliche Vererbungs- und Konstitutionslehre. Band 32, 1954, S. 390–398.
- Karl von Frisch. Der Entdecker der Bienen-„Sprache“. In: Hans Schwerte und Wilhelm Spengler (Hrsg.): Forscher und Wissenschaftler im heutigen Europa. 2. Mediziner, Biologen, Anthropologen.  Reihe: Gestalter unserer Zeit, Band 4. Stalling, Oldenburg 1955, S. 263–271.
- Das unbenannte Denken. In: Grzimeks Tierleben. Sonderband Verhaltensforschung. Kindler Verlag, Zürich 1974, S. 320–336.

## Belege
1. ↑  Louis Lange (Hrsg.): Kyffhäuser-Verband der Vereine Deutscher Studenten. Anschriftenbuch 1931. Berlin 1931, S. 116.
2. ↑  Konrad Lorenz: Otto Koehler 70 Jahre. In: Zeitschrift für Tierpsychologie. Band 16, Nr. 6, 1959, S. 641–646, Volltext (PDF).
3. ↑  Konrad Lorenz: Otto Koehler, Lehrer, Freund und Vorbild. In: Zeitschrift für Tierpsychologie. Band 35, Nr. 5, 1972, S. 468–472.

| Personendaten    | Personendaten                  |
| ---------------- | ------------------------------ |
| NAME             | Koehler, Otto                  |
| KURZBESCHREIBUNG | deutscher Zoologe und Ethologe |
| GEBURTSDATUM     | 20. Dezember 1889              |
| GEBURTSORT       | Insterburg, Ostpreußen         |
| STERBEDATUM      | 7. Januar 1974                 |
| STERBEORT        | Freiburg im Breisgau           |